# Adrien François de Bruno
Pour les articles homonymes, voir Bruno.
Adrien François Bruno ou de Bruno, né le 10 juin 1771 à Pondichéry et mort le 1er mars 1861 à Paris, est un général français de la Révolution et de l’Empire.

## Biographie
Il est un fils de Louis Bruno ou de Bruno, introducteur des ambassadeurs près Monsieur frère du roi Louis XVI, président de la municipalité de Saint-Germain-en-Laye, et de Josèphe-Marie Law, nièce de Jean Law de Lauriston.

### Volontaire puis officier sous la Révolution
Adrien François Bruno s'engage en septembre 1793, dans la cavalerie au 4e régiment de hussards. Il devient sous-lieutenant en 1795 et reçoit son brevet de capitaine en janvier 1798,. Il protège en l'an VI la retraite de l'armée après la bataille de Vérone. Il soutient avec cent chevaux, pendant une journée, l'attaque de forces décuples. Chef d'escadron au 12e régiment de hussards en 1801, il est ensuite major au 10e régiment de chasseurs à cheval.

### Aide de camp puis général en Hollande
Il passe dans l'armée de Hollande en juin 1806, devient en juillet aide de camp de Louis Bonaparte, roi de Hollande. Il est nommé colonel en septembre 1806, puis général major en avril 1807. Il devient en novembre 1808, lieutenant-général et grand écuyer de la couronne. Lorsque Louis abdique en le 1er juillet 1810 en faveur de son fils Napoléon Louis, c'est au général Bruno qu'il le confie ; mais Napoléon rejette cette abdication et annexe la Hollande. 

### Général français
Bruno est replacé dans les cadres de l'armée française comme général de brigade le 11 novembre 1810. Il commande provisoirement la 5e division de cuirassiers, et après la bataille de la Moskova où il se distingue, il commande la 1re division des cuirassiers. Après la retraite de l'armée jusqu'à l'Elbe, il commande la cavalerie du 5e corps d'armée sous les ordres de Lauriston, puis celle du 2e corps commandée par Victor. Cette dernière est composée de deux régiments de hussards westphaliens, du 11e d'infanterie légère, de 500 cosaques polonais et de deux pièces de canon. Attaqué dans Reichenbach par les armées russes et prussiennes, les deux régiments de hussards westphaliens ne passent pas à l'ennemi et le général Bruno parvient à se maintenir dans sa position. Envoyé en observation sur les bords de la Floë après la bataille de Dresde, il est fait prisonnier à la suite d'une négligence. Napoléon est sévère à son sujet, écrivant : « ce n'est pas par 4 000 hommes, mais par 400 que le général Bruno a été enlevé ; il dormait tranquillement dans la ville avec ses hommes » et il ordonne de réitérer les consignes de bivouac pour les troupes légères. Le général Bruno reste prisonnier en Hongrie jusqu'en 1814.
Après le 20 mars 1814, le maréchal Davout donne au général Bruno la brigade de cavalerie du corps du comte d'Erlon. Après la bataille de Waterloo, il rentre malade dans ses foyers. Pendant la Restauration, il commande le département de l'Hérault sous le ministère du maréchal Gouvion-Saint-Cyr, et le département de la Moselle sous le ministère Latour-Maubourg. Mis en disponibilité par le maréchal Soult, il est rappelé en 1832 pour commander le département des Vosges, avant d'être mis à la retraite en 1833. Il fait partie des Membres du 1er Conseil Général de l’Œuvre des Écoles d’Orient le 25 avril 1856, plus connue actuellement sous le nom de L’Œuvre d’Orient. Il meurt à Paris en 1861.

### Distinctions
- Baron de l'Empire, 1811[8].
- Commandeur de la Légion d'honneur.
- Chevalier de Saint-Louis.
- Chevalier de l'Ordre de Charles III.

### Famille
Il épouse Hyacinthe de Folard, née en 1775, fille d'Hubert de Folard (1709-1799), ministre plénipotentiaire, conseiller d'État, et d'Agnès baronne de Mantica,.
Ils ont comme enfants, :
- Édouard-Hubert-Joseph Bruno ou de Bruno (1802-1870), 2e baron de Bruno[10], colonel de cavalerie puis général, commandant l'École de cavalerie de Saumur en 1859-1861, commandeur de la Légion d'honneur.
- Ferdinand de Bruno de Molaret, né en 1804, inspecteur des finances.
- Adrienne de Bruno, mariée en 1840 à Auguste Le Moyne, ministre plénipotentiaire.

### Armes
- Ses armes sont : « Écartelé en sautoir d'or et d'azur, au lion rampant de l'un en l'autre »[1].

## Sources bibliographiques
- « Bruno (Adrien-François, baron de », dans Georges Six, Dictionnaire biographique des généraux et amiraux français de la Révolution et de l'Empire (1792-1814), tome I [A-J], Paris, G. Saffroy, 1931, p. 169-170.
- « Adrien François de Bruno », dans Charles Mullié, Biographie des célébrités militaires des armées de terre et de mer de 1789 à 1850, 1852 [détail de l’édition]
- « Bruno », dans Vte A. Révérend, Titres et confirmations de titres - Monarchie de Juillet, 2e République, 2e Empire, 3e Empire - 1830-1908, Paris, 1909, pp. 227-228.